# Familiaritás
A familiaritás a hűbéri függés magyarországi változataként a 13. században alakult ki, és lényeges pontokban eltért a Nyugat-Európában létrejött hűbériségtől. Nyugat-Európában a vazallus viszony a természeti gazdálkodás logikus terméke volt, a magyar familiaritás viszont már a fejlődő árutermelés korában alakul ki.
Az úr-familiáris viszony nem feltétlenül járt birtokadománnyal, az úr (latinul dominus) főként pénzben vagy természetben jutalmazta meg a neki szolgálatot tevő familiárist. Ezen kívül a hűbérúr és vazallus kapcsolata a legtöbb esetben örök életre szólt, míg Magyarországon a familiáris bármikor felbonthatta az úrral az érdekeinek már nem megfelelő egyezséget. Ez a társadalmi átalakulás szorosan illeszkedett abba a folyamatba, amely a királyi megye fölbomlásával és a nemesi megye kialakulásával függött össze. A világi földesuraság erősödésével csökkent a királyi birtok szerepe és a megyékben alulról szerveződő önigazgatási szándék bontakozott ki.

## Az Árpád-korban
II. András birtokadományozásai mélyreható változásokat idéztek elő a magyarországi birtokrendszer felépítésében. Az olykor egész megyéket eladományozó király elsősorban a királyi monopóliumokból, regálékból kívánta biztosítani jövedelmeit. Szinte nem maradt olyan megye, amelyben a királyi birtok aránya túlsúlyban lett volna. Ezáltal a világi birtok szerepe visszavonhatatlanul megnőtt. Utódja, IV. Béla uralkodása elején visszavett számos birtokot, hogy a királyi birtokrendszer ismét szilárd alapokon nyugodjon, de a tatárjárás után folytatta apja politikáját. Rájött, hogy a külső veszedelem elhárításában szüksége van a főurak támogatására, és nagyarányú vár- és városépítésbe kezdett. IV. Béla és V. István uralkodása idején kezdtek kibontakozni a tartományuraság csírái. Gutkeled nembeli Joachim Hunyad, Temes és Zemplén megyében gyűjtögette birtokait. Ákos nembeli Ernye Borsodban, Geregye Pál Biharban alakított ki magának egy hatalmas birtoktestet. A példák sorát lehetne folytatni, és a folyamat odáig vezetett, hogy IV. László már az önálló kormányzásra sem volt képes, Károly Róbert pedig évtizedes harcot vívott Csák Mátéval, Aba Amadéval, Kőszegi Henrikkel, Borsa Kopasszal és több más kiskirállyal.
A nagybirtokrendszer kialakulása azzal a következménnyel járt, hogy a főúrnak szüksége volt a birtokigazgatásban részt vevő és katonáskodó elemekre. Ezért a nagybirtokos famíliájába fogadott olyan nemeseket vagy nemteleneket, akik uruk távollétében rendezték a birtok ügyeit vagy a nagyúr zászlaja alatt katonáskodtak. A tartományurak igyekeztek az általuk uralt területeken birtokos kisebb nemeseket famíliájukba terelni, a középbirtokosok pedig gyakran megpróbáltak ellenállni ennek a törekvésnek (volt, akinek sikerült, volt, akinek nem). Ezzel szemben a mindenkori királynak alapvető érdeke volt, hogy a nemeseket saját hűségén tartsa és ne engedje őket valamely tartományúr famíliájába. Ez a törekvésük III. András 1298. évi törvényétől fogva követhető. Károly Róbert 1309. június 15-i koronázásán külön esküt tett arra, hogy „az ország nemesei, akiket idáig méltatlan szolgasággal nyomtak el, természetes szabadságuk szerint annak és ott szolgáljanak, akinek és ahol akarnak”.
Amint fentebb olvasható, a famulusok javadalmukat főként természetben kapták — ez függött attól, hogy milyen feladatkört töltöttek be. Magyarországon ugyanis a 13. században még nem vált uralkodóvá a pénzgazdálkodás, és a tartományurak ideje sem kedvezett ennek a folyamatnak. A dominus jutalmazhatta familiárisát úgy is, hogy lekötötte számára uradalmának egy vagy több faluját.
A főúr támadás esetén védelmet biztosított familiárisának, míg az utóbbi a már említett szolgálattal tartozott urának. A dominus törekedett arra is, hogy helyismerettel rendelkező familiárist válasszon magának, de előfordult olyan is, hogy vára élére egy távoli vidékről származó várnagyot helyezett. A helyzet azonban a visszájára is fordulhatott. A gazdag földbirtokos nem egyszer erőszakkal próbált magának familiárisokat toborozni, akik nem akartak idegen birtok alá tartozni, meg akarták őrizni a saját önállóságukat. Különösen az egytelkes nemesek voltak rossz helyzetben. Az ilyen helyzetek orvoslására már III. András uralkodása alatt is tettek kísérletet, erről rendelkezett az 1298. évi 33. tc. „Úgyszintén elrendeltük, hogy a nemesek szolgálhassanak, akiknek akarnak önkéntes akaratukból. És ha valaki a hatalmasok közül az ilyen nemeseket erőszakkal vagy hatalommal arra kényszeríti, hogy neki szolgáljanak, vagy őket emiatt személyükben vagy vagyonukban megsérteni vagy megterhelni merészkedik, eme rendelkezés ellen jár el, e cselekedet által azonnal a most hozott kiközösítési ítélet alá essék.”
A szerviens, majd familiáris viszony általános az egész magyar jogterületen, és több társadalmi réteget érintett. Dominus nemcsak világi földesúr lehetett, hanem a király is, akinek a familiárisai az udvartartást irányították, vagyis különböző hivatalokat töltöttek be. Familiárisokkal rendelkezhettek egyházi személyek is. A főpapok az immunitás birtokában a világi famíliák mintájára kis tartományokat alapítottak maguknak, amelyeknek az igazgatására vagy saját védelmükre szintén igénybe kellett venniük alacsonyabb jogállású személyeket. Klerikus ugyan nem irányíthatott egy megyét, de kivételek persze mindig akadtak. Az esztergomi érsek mindenkori joga volt saját megyéjét irányítani, oda a király nem ültethette saját ispánját. Az egyházi nemesek viszont annyiban különböztek a világi familiárisoktól, hogy náluk kevésbé érvényesült a familiaritás személyes jellege, vagyis függő viszonyukat örökíthették utódaikra.
A nagyúr szolgálatába lépéssel megnőtt az esélye annak, hogy az adott nemes vagy jobbágy fölemelkedjen a társadalmi ranglétrán. De nemcsak a társadalmi fölemelkedés lehetősége nyílt meg, hanem a birtokszerzésé is. A szerencsések az udvarral bejárhatták az országot vagy akár külföldre is eljuthattak. Az udvari nemesség ebben a tekintetben előnybe került a megyei nemességgel szemben. A magyar történelemből számos olyan példa ismeretes, hogy egy-egy jelentősebb személy a familiárisi ranglétrán lépegetett föl egészen a főurak sorába. A Bihar vármegyéből származó Toldi Miklós előbb Medgyesi Simon szolgálatába állt, aki megtette őt a távoli Pozsony vármegye alispánjának. Majd az esztergomi érsek lovagja lett, ezután elkísérte I. Lajos királyt itáliai hadjárataiba. Innen zsoldosvezérként tért vissza Magyarországra, majd elnyerve a főispáni címet a bárók közé emelkedett. A Hont vármegyéből érkező Thuróczi János kezdetben az országbírói ítélőmester jegyzője volt, majd az országbíró menesztése következtében visszatért szülőföldjére, ahol a sági konvent jegyzője lett. Végül Hássághy István, majd Drághy Tamás pártfogása alatt bekerült a királyi udvarba. Az Ugocsa megyei Werbőczy István nagybátyja segítségével került az udvarhoz, aki Báthory István akkori országbíró és erdélyi vajda familiárisa volt. Az ifjú Werbőczy levéltárosként és jegyzőként dolgozott. Később Szentgyörgyi Péter ítélőmestere, majd Szapolyai János személynöke lett, és nemsokára ő maga is a barones réteg között tudhatta magát. Vagyis „falujok szűkre szabott határai közül a familiárisi kapcsolat szabadítá ki” ezeket a neves személyiségeket.
Mint fentebb olvasható a familiárisokat két területen alkalmazták. Egyrészt a vár védelmében vettek részt vagy uruk bandériumában vonultak hadba. A király katonáskodó familiárisait aulae milites-nek, míg az egyházi vezetők védelmére hadba vonulókat praediales-nak nevezték. Másik réteget alkottak a földesúri tisztek, akiknek az összefoglaló elnevezése officiales. A várnagy volt a legfontosabb tisztviselő: ő foglalkozott a vár ellátásával, intézte ügyeit. Ugyanígy az officiales réteghez tartoztak a kamarások, a kulcsárok, a pincemesterek, a konyhamesterek, az udvarbírák, az íródeákok, a számadók, az adószedők, az erdőtisztek; akik különböző területre szakosodtak.

## Az Anjouk idején
A rendszer a kiskirályságok felszámolása után is tovább élt. Jól mutatja ezt, hogy az első fennmaradt familiáris szerződés kelt (ebben az okmányban a szatmári ispán vállalja, hogy a szolgálatába állt nemesnek ispánságot, vámszedőhelyet, tárnokmesterséget, posztót, ruházatot és 20 márkát ad).

## A 15. században
Zsigmond korában a főurak szerepe aránytalanul megváltozott. Mivel Zsigmondot a bárók tették királlyá, ezért (legalábbis uralkodása elején) sok esetben tekintettel kellett lennie a hatalmasok óhajára. Ez persze nem mindig sikerült, így került sor például az 1405-ös zendülésre. Mindamellett a bárók ilyetén megerősödése inkább előnyt jelentett a familiárisokra nézve, mint hátrányt, hiszen még inkább előtérbe került egyéni továbbjutásuk. Mátyás idejében pedig egyre inkább elszemélytelenedett az egész familiárisi rendszer, megszűnt a korábbi bensőséges kapcsolat dominus és familiáris között, és egyre többen kötöttek meghatározott idejű (sokszor csak egy évig tartó) szerződéseket. Mindazonáltal - az egész középkort vizsgálva - ez a kapcsolat kölcsönösen előnyös volt mindkét félnek, és sok hasznot hozott az ország számára is.

## Társadalmi összetétele
Bizonytalan a familiárisok társadalmi összetétele. Annyi azonban bizonyos, hogy a familiárisok körébe nemesek és nemtelenek egyaránt tartoztak – úgy is lehet fogalmazni, hogy védtelen szabadok és előkelő szolgák. Ugyanazt a feladatkört elvégezhették „valódi szabadsággal bíró urak és magánjogi kapcsolatban élő szolgák”.  A változások viszont mindkét oldalt érintették: lévén, hogy a nemesek elveszítették személyi szabadságuk egy részét, a nemtelenek pedig a személyükre nézve szintén adómentesek lettek. Vagyis megindult a két jogállású réteg egymás felé közeledése. A familiárisi réteg egységesülésének azonban több tényező is gátat vetett. Egyrészt a centrális hatalom többnyire mindig erőfölényben volt – az a rövid időszak, amelynek során tartományurak uralták az országot a 14. század első felében, nem volt elég arra, hogy jogilag egységes osztály kialakulhasson. Másrészt a 15. században Mátyás abszolutisztikus törekvései sem kedveztek ennek a folyamatnak.
A familiárisi viszony megalapítása szerződéssel történt (pactum vagy conventio), amelyet oklevél erősített meg, de hűségesküt is tehetett a familiáris. Ilyen hűségeskü 1474-ből maradt fönn: Leveli Rauscher János és Pál Szentgyörgyi Zsigmond szolgálatába lépett, és hűségüket esküvel pecsételték meg.  A szolgálat elvállalása több esetben ünnepélyes formát öltött, ez attól is függött, hogy a familiáris mennyire számított előkelőnek. A szolgálat akkor ért véget, amikor valamelyikük a kapcsolat fölbontását kezdeményezte. Mint már arról volt szó, a familiaritás nem tekinthető örök érvényűnek.
A familiáris büntetőjogi tekintetében az úr széke alá tartozott, aki szabadon ítélkezhetett fölötte. Ha fej- vagy jószágvesztésről volt szó, az ügyeket a nemesi megye vagy királyi bíróságok intézték, és birtokperekben is az utóbbiak döntöttek. Ez érthető is, hiszen a király nem mondhatott le olyan busás pénzbevételről, mint amilyet a bírságpénzek és az elkobzott vagyonok jelentettek. Némileg más szabály érvényesült a nemtelenek igazságszolgáltatása esetében, akik felett csak a dominus mondhatott ítéletet.